# 青霞街道
青霞街道，原为青霞镇，是中华人民共和国四川省成都市大邑县下辖的一个乡镇级行政单位。2019年12月，撤镇青霞镇，将原苏家镇梓橦村、原青霞镇和晋原街道子龙街社区、晋王社区、芙蓉社区、锦屏社区、元通社区、红光社区、东街社区、大树社区、长春路社区、兴隆社区、潘家坝社区、玉龙社区、邑新社区、驷马社区、鸳鸯社区、镇东村、邑溪村、伯乐村、晋义村、龙华村、干溪村、七里村、青屏村所属行政区域划归青霞街道管辖。

## 行政区划
青霞街道下辖以下地区：
分水社区、龙凤社区、洞口社区和仙合村。